# ویشنفکا (استان آمور)
ویشنفکا (به لاتین: Vishnevka) یک منطقهٔ مسکونی در روسیه است که در استان آمور واقع شده‌است.